# Neamblysomus gunningi
Neamblysomus gunningi — дрібний ссавець, ендемік ПАР. У 2006 році він був занесений до списку зникомих видів. Його чисельність зменшується внаслідок розчищення або знищення середовища проживання та хижацтва одомашнених котів і собак. Це рийна тварина і більшу частину часу проводить під землею.

## Характеристики
Верхня частина тіла темно-золотисто-коричнева з легкими райдужними відтінками, а нижня частина більш світло-коричнева з золотистим блиском. Має компактне, обтічне тіло, клиноподібну голову та загострену морду. У нього м'язисті плечі, короткі потужні передні кінцівки і сильні, для копання кігті. Третій кіготь збільшений, і немає п'ятого пальця, а лише рудиментарні перший і четвертий пальці. Задні лапи зберігають усі п'ять пальців і перетинчасті, щоб забезпечити ефективне відгрібання ґрунту, розпушеного передніми кігтями. Вуха занурені в густе хутро, а рудиментарні очі вкриті волохатою шкірою. Довжина коливається від 11 до 13 сантиметрів. Самці важать 56–70 грамів, а самки 39–56 грамів.

## Ареал і середовище проживання
Вид відомий лише з крайньої північної частини Дракенсберга, у лісі Вудбуш і лісовому заповіднику Нью-Агата, провінція Лімпопо, ПАР, де він мешкає в гірських лісах і луках, оброблених сільськогосподарських угіддях і молодих соснових насадженнях. Віддає перевагу вологому ґрунту біля водотоків і ставків. Через цей обмежений ареал він вразливий до будь-якої шкідливої діяльності людини в межах території, і його статус виду, що перебуває під загрозою зникнення, у Червоному списку МСОП.

## Біологія
Златокроти мають високу швидкість обміну речовин і здатні впадати в стан заціпеніння у відповідь на низькі температури. Це дозволяє їм виживати в регіонах, де температура може бути низькою, а їжа нестача. Коли риють нори та шукають їжу біля поверхні, вони створюють підняті гряди ґрунту, які видно над землею. Існує також система більш глибоких тунелів, які використовуються для відпочинку та вирощування молодняку. Дієта переважно складається з дощових черв'яків, личинок комах та інших дрібних безхребетних.